# Rackety Rax
Rackety Rax is een Amerikaanse filmkomedie uit 1932 onder regie van Alfred L. Werker.

## Verhaal
De crimineel Knucks McGloin wil een footballploeg oprichten met professionele spelers en daarmee deelnemen aan de jaarlijkse wedstrijd van Rose Bowl College. Hij krijgt het vervolgens aan de stok met zijn rivaal Gilatti, die een eigen elftal opricht. De beide ploegen zullen het tegen elkaar moeten opnemen.

## Rolverdeling
| Acteur          | Personage           |
| --------------- | ------------------- |
| Victor McLaglen | Knucks McGloin      |
| Greta Nissen    | Voine               |
| Nell O'Day      | Doris               |
| Alan Dinehart   | Raadsman Sultsfeldt |
| Stanley Fields  | Gilatti             |
| Marjorie Beebe  | Mevrouw McGloin     |
| Vince Barnett   | Dutch               |
| Ward Bond       | Brick Gilligan      |
| Allen Jenkins   | Mike Dumphy         |
| Esther Howard   | Carrie              |
| Ivan Linow      | Tossilitis          |
| Eric Mayne      | Dr. Vanderveer      |
| John Keyes      | Lijfwacht           |
| Joe Brown       | Lijfwacht           |
| Arthur Pierson  | Speed Bennett       |